# Aleksiej Jermołajew
Aleksiej Nikołajewicz Jermołajew (ros. Алексе́й Никола́евич Ермола́ев; ur. 10 lutego?/23 lutego 1910, zm. 12 grudnia 1975) – rosyjski i radziecki choreograf, tancerz oraz baletmistrz. Ludowy Artysta RFSRR (1951), Ludowy Artysta ZSRR (1970), trzykrotny laureat Nagrody Stalinowskiej (1946, 1947, 1950). 
Solista Teatru Opery i Baletu w Leningradzie oraz Teatru Wielkiego w Moskwie; główne partie w baletach klasycznych i współczesnych. Pochowany na Cmentarzu Wwiedieńskim w Moskwie.

## Wybrana filmografia
- 1955: Romeo i Julia jako Tybalt